# Leptura guerryi
Leptura guerryi är en skalbaggsart som beskrevs av Maurice Pic 1902. Leptura guerryi ingår i släktet Leptura och familjen långhorningar. Inga underarter finns listade i Catalogue of Life.